# Agnelo Rossi
Agnelo Rossi (Joaquim Egídio, 4 mei 1913 - Campinas, 21 mei 1995) was een Braziliaans geestelijke en kardinaal van de Rooms-Katholieke Kerk.

## Levensloop
Rossi was de zoon van Vicente Rossi, commandeur in de orde van het Heilig Graf van Jeruzalem en Vitória Colombo. Hij ging naar school in Valinhos en bezocht vervolgens het diocesaan kleinseminarie van Santa Maria. Het Philosophicum, de filosofische onderbouw van het grootseminarie, volgde hij in Campinas. Hierna vertrok hij naar Rome, waar hij als eerste student werd ingeschreven op het net gestichte, Pauselijk Collegie Pio Brasileiro. Aan de Pauselijke Universiteit Gregoriana behaalde hij een licentiaat in de theologie. Rossi werd in 1937 door kardinaal-vicaris Luigi Traglia priester gewijd in de Sint-Jan van Lateranen in Rome.
Eenmaal terug in Brazilië, werd hij professor aan het aartsbisdommelijk seminarie van São Paulo. Vervolgens werd hij hoogleraar aan het seminarie van Campinas en later rector van hetzelfde instituut. Van 1943 tot 1956 was hij kanunnik van het kathedraal kapittel van Campinas.
Paus Pius XII benoemde hem op 5 maart 1956 tot bisschop van Barra do Piraí. Zes jaar later benoemde diens opvolger Johannes XXIII hem tot aartsbisschop van Ribeirão Preto. Aartsbisschop Rossi nam deel aan het Tweede Vaticaans Concilie en was van 1963 tot 1970 voorzitter van de Braziliaanse bisschoppenconferentie.
Paus Paulus VI creëerde hem kardinaal in het consistorie van 22 februari 1965. De Gran Madre di Dio werd zijn titelkerk. In 1970 werd hij benoemd tot prefect van de Congregatie voor de Evangelisatie van de Volkeren. Deze functie zou hij tot 1984 blijven vervullen. Kardinaal Rossi nam deel aan de conclaven van augustus en oktober 1978, waarbij respectievelijk paus Johannes Paulus I en Johannes Paulus II werden gekozen. In 1984 benoemde de laatste hem tot president van de Administratie van het Patrimonium van de Heilige Stoel. In datzelfde jaar promoveerde hij tot kardinaal-bisschop van het suburbicair bisdom Sabina-Poggio Mirteto. Vanaf 1986 was hij deken van het College van Kardinalen en werd hij -ambtshalve- ook kardinaal bisschop van Ostia. Op zijn tachtigste verjaardag, de leeftijd waarop hij zijn stemrecht in een eventueel conclaaf verloor, in 1993, legde hij zijn decanaat van het College neer en keerde hij terug naar Brazilië.
Daar overleed hij twee jaar later. Hij werd begraven in het heiligdom van Nossa Senhora de Guadalupe, dat op zijn gezag in Campinas was gebouwd.
- Bibliothèque nationale de France: cb12206200s (data)
- Gemeinsame Normdatei: 172910242
- International Standard Name Identifier: 0000 0001 1021 8263
- Library of Congress Control Number: n89242891
- Nederlandse Thesaurus van Auteursnamen: 080011454
- Istituto Centrale per il Catalogo Unico: LO1V147926
- Système universitaire de documentation: 030697875
- Virtual International Authority File: 17270995
- WorldCat: E39PBJh8MkFBfkqD4rMwcrfpfq